# Hà mã lùn
Hà mã lùn (danh pháp hai phần: Choeropsis liberiensis hay Hexaprotodon liberiensis) là một loài hà mã có vóc dáng nhỏ, xuất phát từ những khu rừng và đầm lầy Tây Phi, chủ yếu ở Liberia và một số quần thể nhỏ ở Sierra Leone, Guinea và Bờ Biển Ngà. Hà mã lùn sống một cách ẩn dật và thường hoạt động về đêm. Nó là một trong hai loài còn tồn tại trong họ Hippopotamidae; loài kia là giống hà mã lớn, vóc dáng to hơn 2-3 lần loài hà mã lùn. .
Cơ thể hà mã lùn thể hiện nhiều sự thích nghi sinh sống trên cạn. Dù vậy chúng vẫn dựa vào sông hồ để giữ cho làn da mềm ẩm. Nguồn nước cũng là cách hà mã lùn giải nhiệt, giúp điều hòa nhiệt độ cơ thể. Những sinh hoạt như giao phối và sinh đẻ có thể diễn ra dưới nước hoặc trên cạn.
Hà mã lùn là động vật ăn cỏ, thích ăn dương xỉ cùng những trái cây và thảo mộc trong rừng.

## Hình ảnh

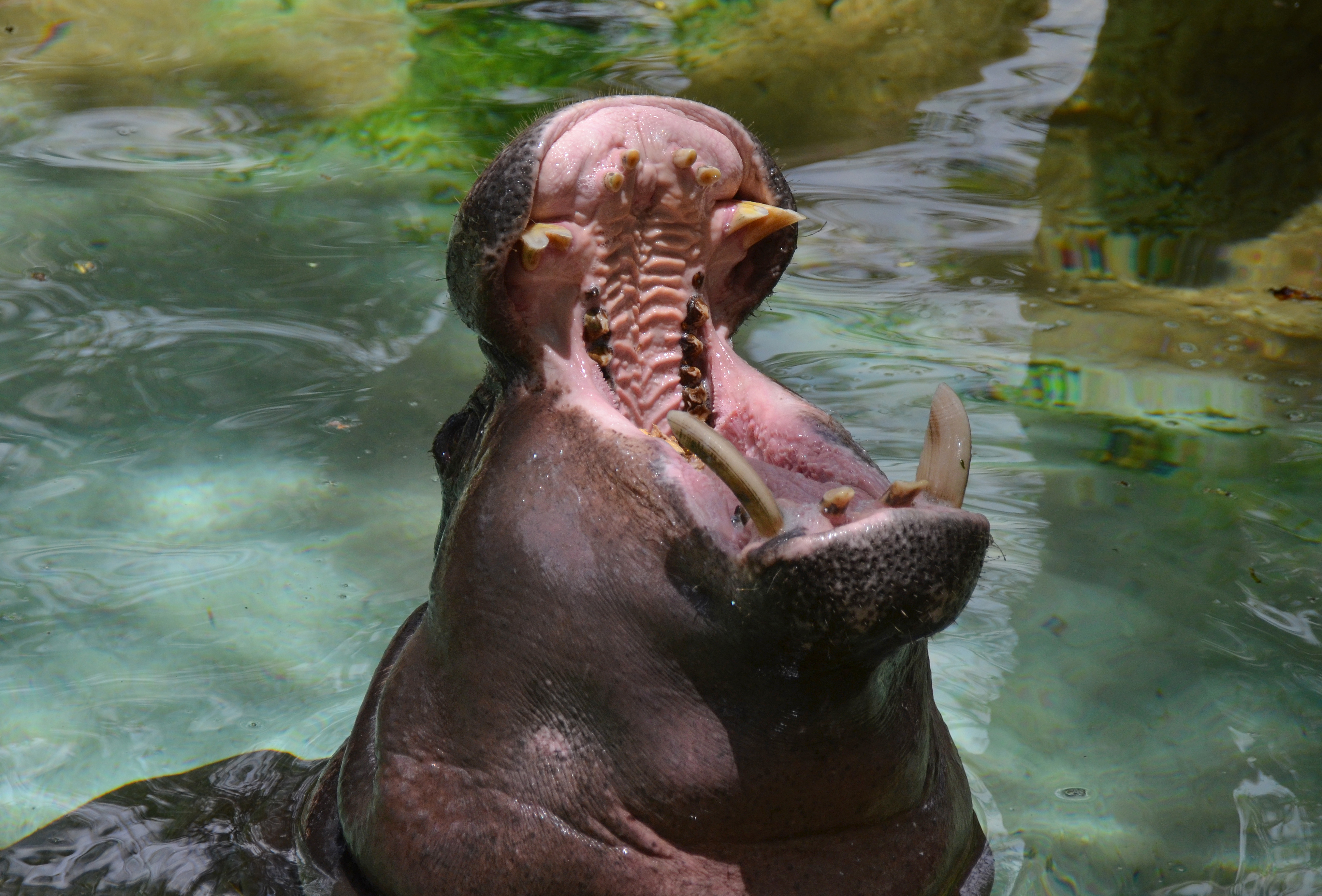
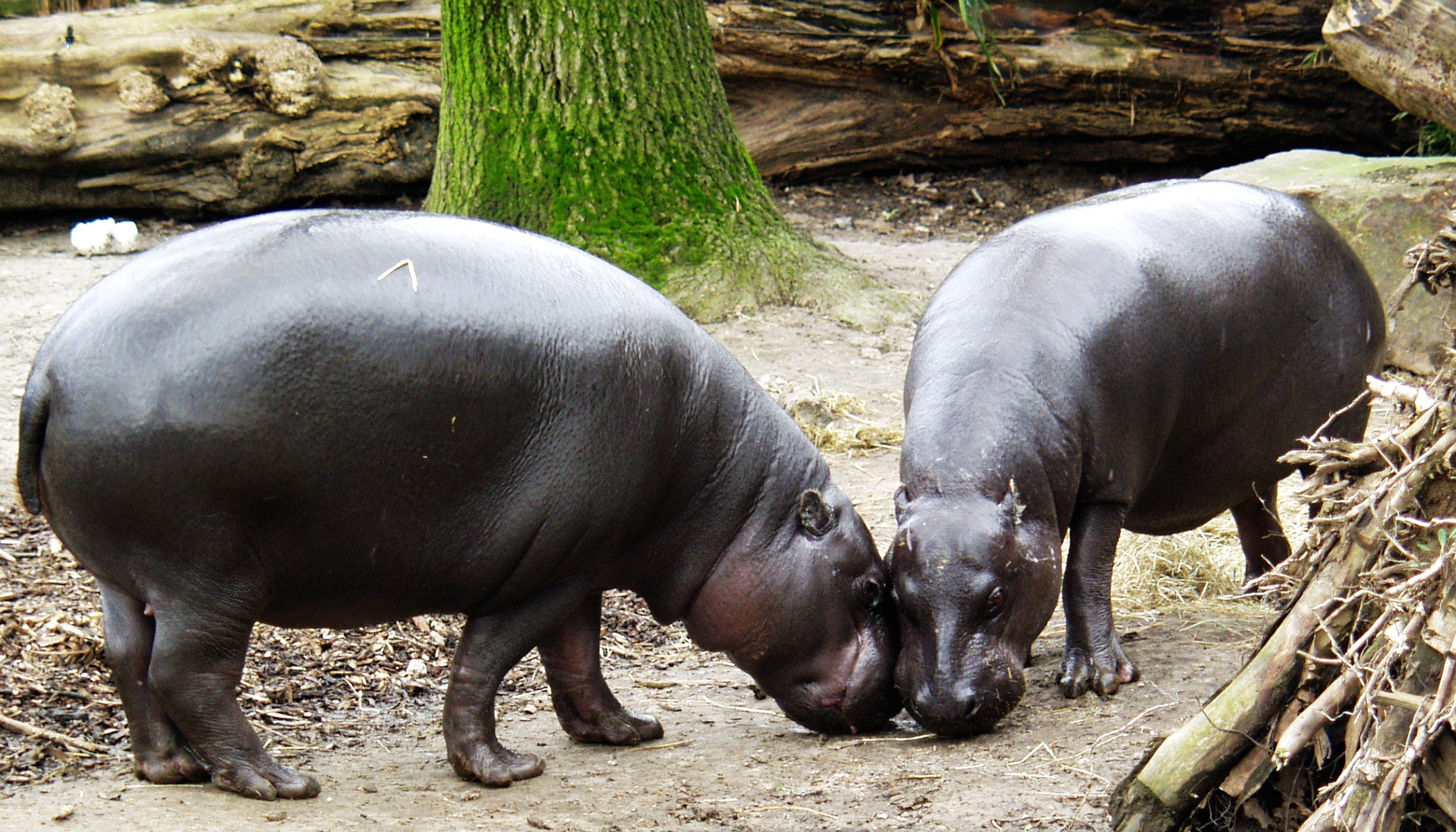
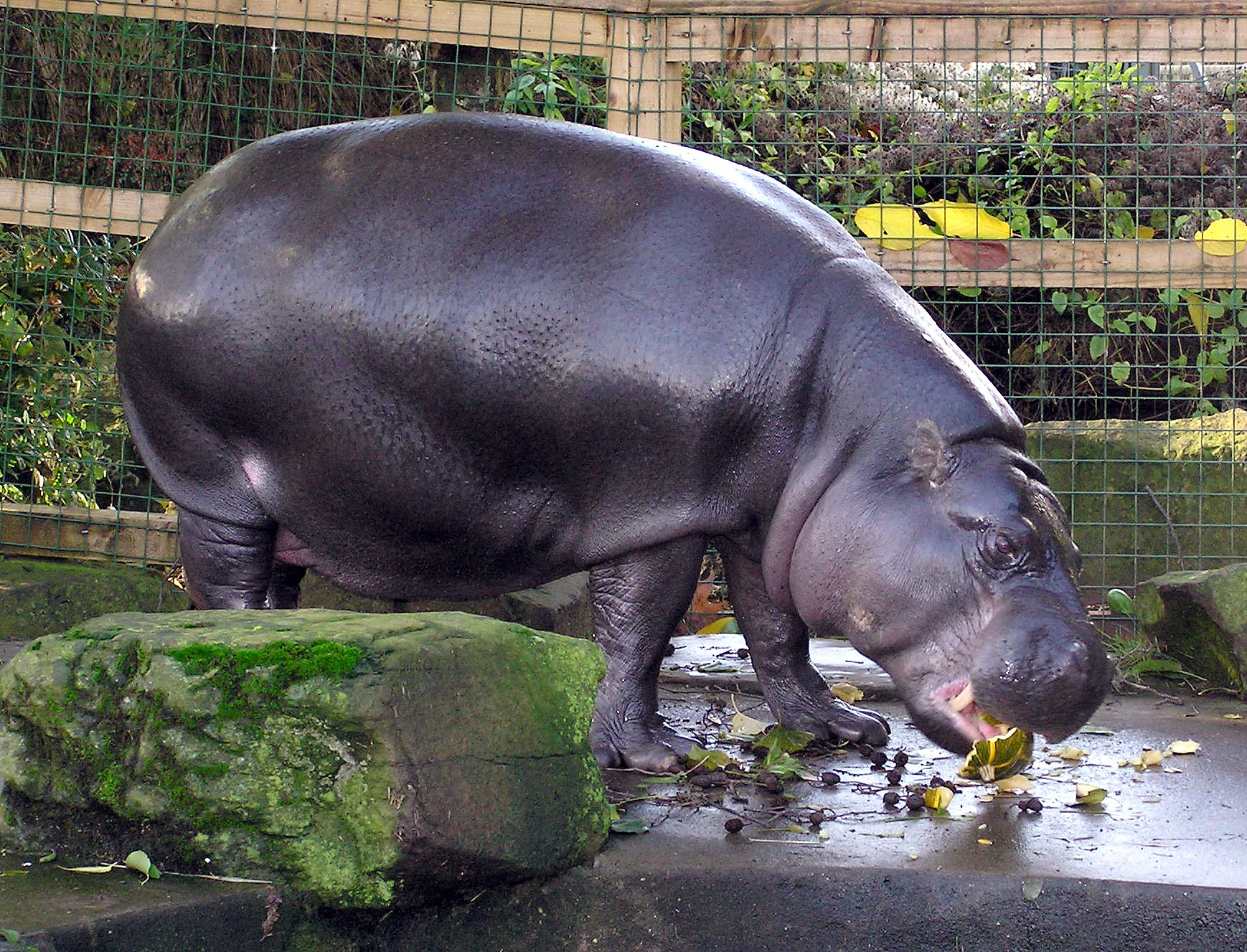
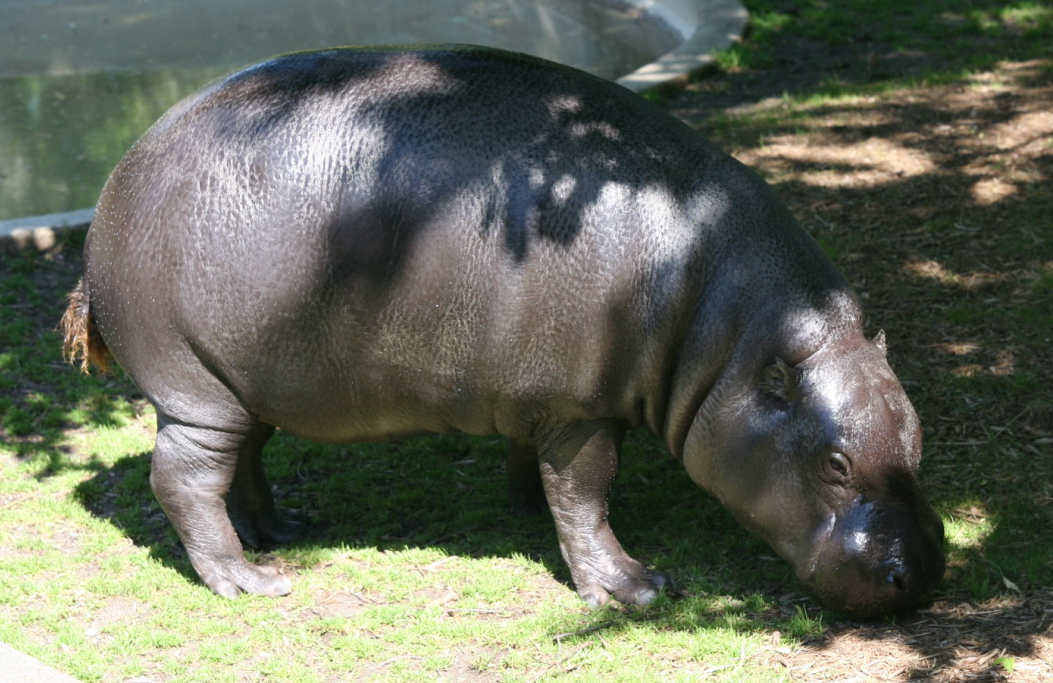
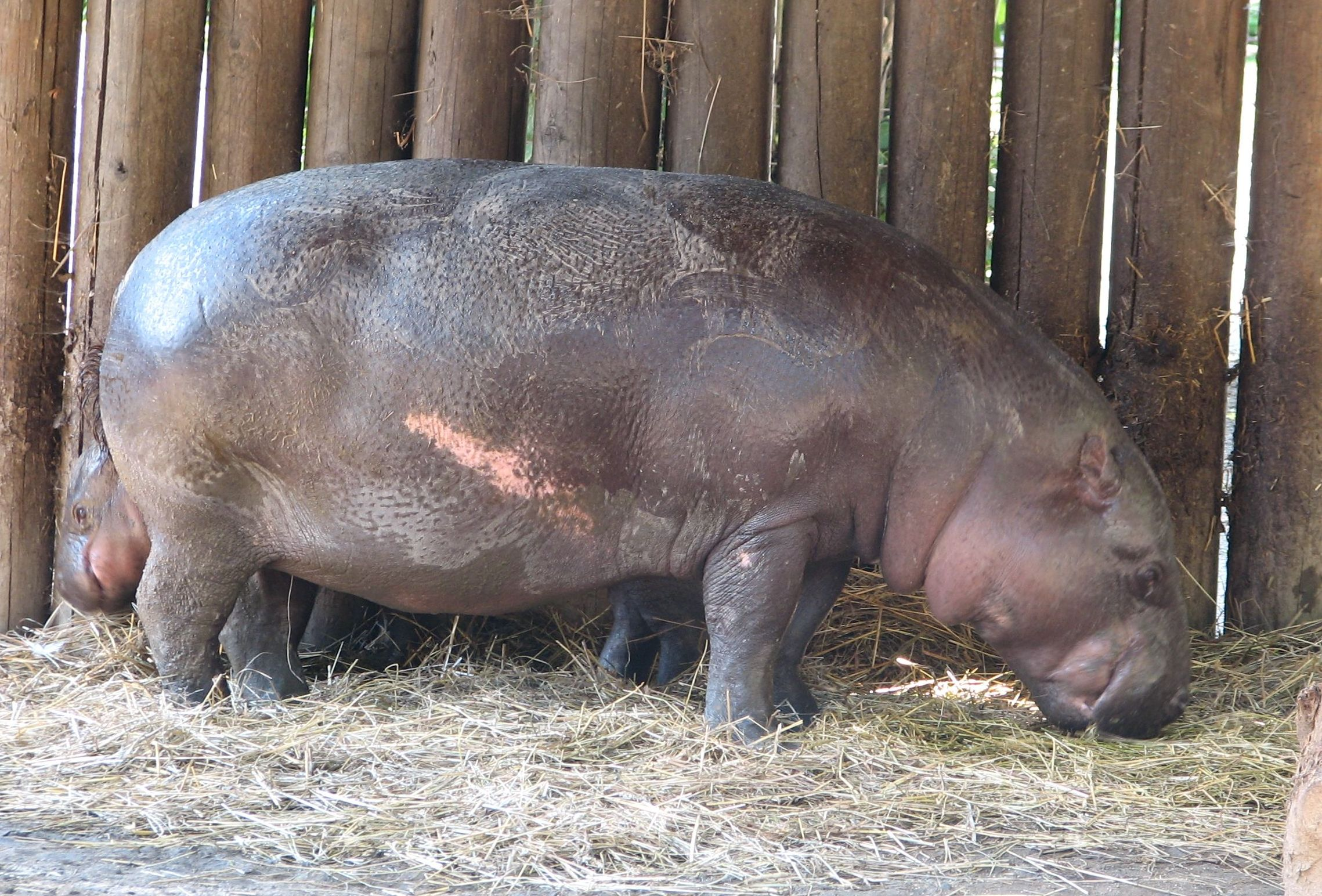
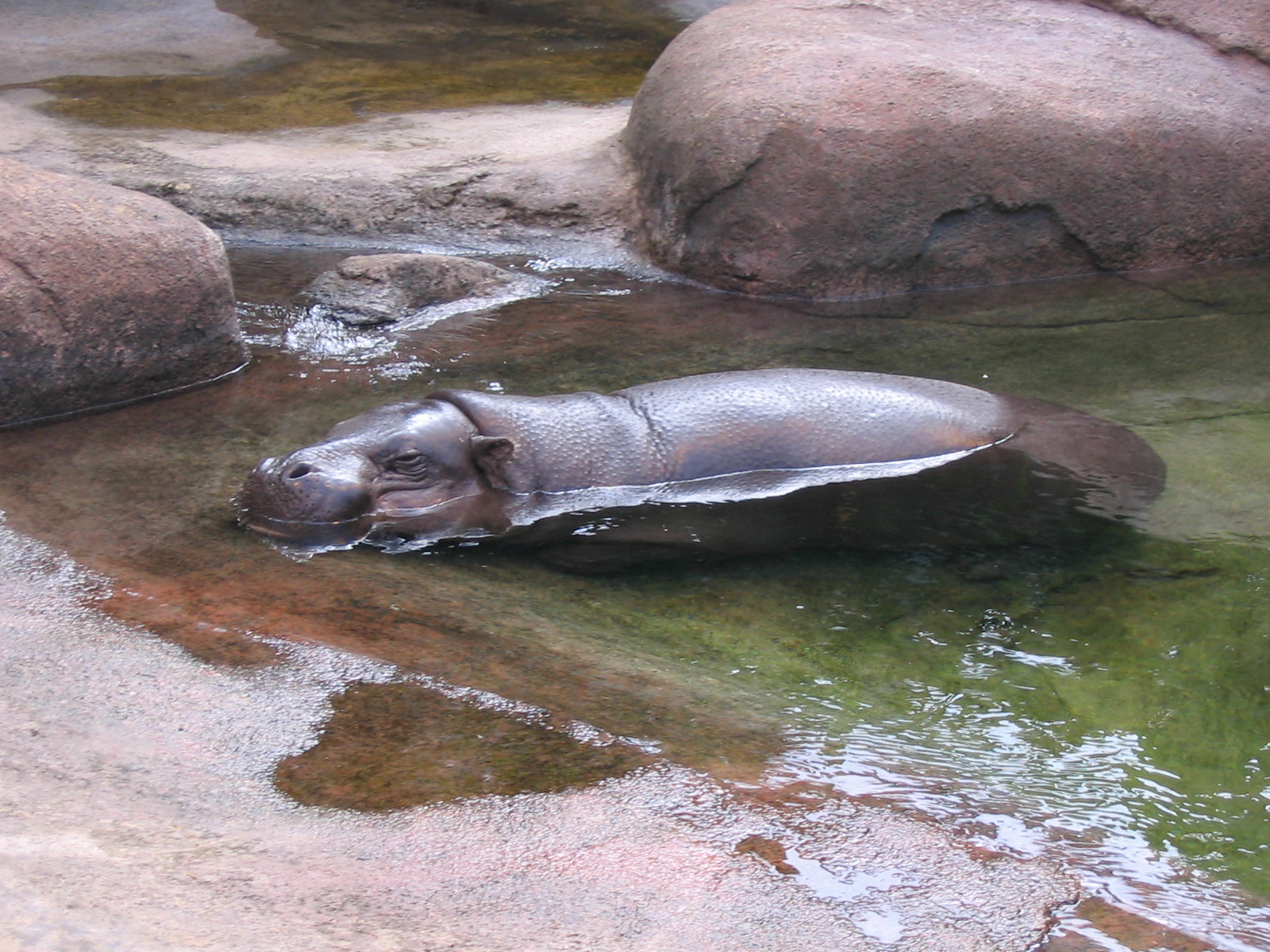